# يان ديجكيما
يان ديجكيما (ولد في 23 أيلول/سبتمبر 1944 في شيبورج ) سياسي هولندي وعالم اجتماع ومدير رياضي.  

## السيرة المهنية
درس ديجكيما علم الاجتماع في جامعة جرونينجن وكان أصغر مدير في السياسة الهولندية يبلغ من العمر 32 عامًا في عام 1978. وفي مقاطعة أوفريسيل ، كان حينها ممثلًا عن PvdA ، حيث واجه إعادة هيكلة Twente بعد أزمة النسيج: تمكنا من فعل الكثير بالأموال الأوروبية. بالإضافة إلى ذلك ، شاركت Dijkema بشكل وثيق في تمويل IJsbaan Twente كعضو في لجنة التوصيات. في 1994 استبدل السياسة بالتزلج كنائب لرئيس الجمعية الملكية الهولندية للتزلج (KNSB). وبهذه الصفة ، أصبح ممثلًا في الاتحاد الدولي للتزلج (ISU). من 1994 إلى 2010 شغل منصب عضو مجلس إدارة وحدة ISU. في عام 2010 ، أصبح نائب رئيس قسم السرعة في ISU مع تخصصات التزلج على الحلبة والمسار القصير في المحفظة.
في عام 2016 ، تم انتخاب ديجكيما رئيسًا للاتحاد الدولي للتزحلق الفني على الجليد خلال المؤتمر في دوبروفنيك خلفًا للإيطالي المتقاعد أوتافيو سينكوينتا .  تم تمديد فترة ولايته أربع سنوات في حزيران/يونيو 2018. 

## روابط خارجية
- Jan Dijkema في الاتحاد الدولي للتزلج